# Сорока-воровка (опера)
«Сорока-воровка» (итал. La gazza ladra; полное название «Сорока-воровка, или Опасность судить по наружности») — опера Джоакино Россини в двух действиях. Либретто Джованни Герардини по пьесе Луи Шарля Кенье и Жан Мари Теодора Бодуэна д’Обиньи «Сорока-воровка, или Служанка из Палезо».
Премьера состоялась в Милане в театре «Ла Скала», 31 мая 1817 года.

## История создания и постановок
Премьера состоялась в Милане в театре «Ла Скала», 31 мая 1817 года.
Премьера на русском языке состоялась в Петербурге 26 января 1821 года.

## Действующие лица
| Партия                                  | Голос         | Исполнитель на премьере 31 мая 1817 Дирижёр: Алессандро Ролла |
| --------------------------------------- | ------------- | ------------------------------------------------------------- |
| Нинетта, служанка Фабрицио Винградито   | меццо-сопрано | Тереза Беллок-Джорджи                                         |
| Фабрицио Винградито, зажиточный селянин | бас           | Винченцо Боттичелли                                           |
| Джанетто, сын Фабрицио                  | тенор         | Савино Монелли                                                |
| Готтардо Подеста, сельский староста     | бас           | Антонио Амбрози                                               |
| Фернандо Виллабелла, отец Нинетты       | бас           | Филиппо Галли                                                 |
| Пиппо, работник Фабрицио                | меццо-сопрано | Тереза Галлианис                                              |
| Лючия, жена Фабрицио                    | сопрано       | Мариетта Кастильони                                           |
| Джорджо, слуга старосты                 | бас           | Паоло Россиньоли                                              |
| Исакко                                  | тенор         | Франческо Бискоттини                                          |
| Антонио                                 | тенор         | Франческо Бискоттини                                          |
| Эрнесто, солдат, друг Фернандо          | бас           | Алессандро де Анджели                                         |

## Содержание
Действие оперы происходит в большом селе в предместье Парижа в конце XVIII — начале XIX века.